# Hesperocallis
Hesperocallis és un gènere de plantes que avui pertany a la subfamília Agavoideae de les asparagàcies en sentit ampli. El gènere inclou una sola espècie, Hesperocallis undulata, el "lliri del desert", que es troba en àrees desèrtiques del sud-oest d'Amèrica del Nord.
Hesperocallis s'ha classificat tradicinalment a Liliaceae però fins fa poc temps la seva relació filogenètica era confusa. Unes altres classificacions la incloïen en la seva pròpia família Hesperocallidaceae (com el no tan antic APG II del 2003, que deixava l'opció de tractar-la en la seva pròpia família o d'incloure-la en un Asparagaceae sensu lato) o Funkiaceae. L'APG III (2009) com el APWeb (2001 en endavant) la inclouen en la família Asparagaceae. Els últims estudis moleculars han confirmat una relació propera amb Agave i la seva inclusió en la subfamília Agavoideae (Asparagaceae) ha estat recomanada. (Pires et al. 2004).